# Ahsoka (sèrie de televisió)

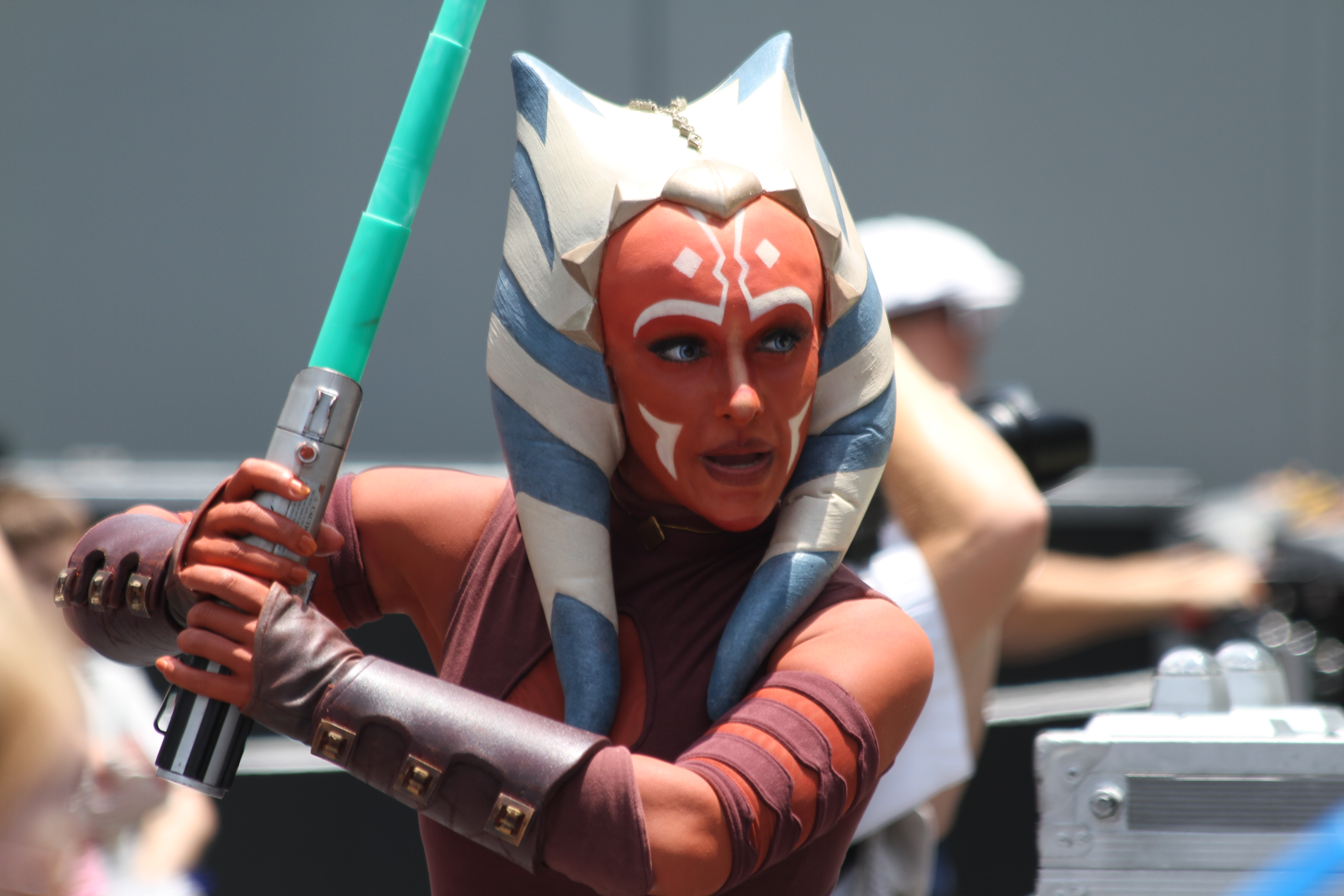
Cosplayer d'Ashoka

Ahsoka és una sèrie de televisió ambientada en l'univers de La Guerra de les Galàxies, desenvolupada per Jon Favreau i Dave Filoni per a Disney+. Està ambientada en el mateix període que The Mandalorian i The Book of Boba Fett. Es va estrenar el 22 d'agost de 2023 i consta de vuit episodis.
Rosario Dawson interpreta a Ahsoka Tano. El personatge va ser creat per a la sèrie d'animació Star Wars: The Clone Wars, i va aparèixer en live action per primera vegada a la segona temporada de The Mandalorian. El desembre de 2020 es va anunciar una sèrie derivada centrada en el personatge, amb Dawson repetint el seu paper i Filoni com a guionista. El rodatge va començar a principis de maig de 2022, i es va revelar l'aparició diversos personatges de la sèrie animada Star Wars Rebels.

## Repartiment
- Rosario Dawson com a Ahsoka Tano: una antiga Padawan que va ser l'aprenent d'Anakin Skywalker.
  - Savannah Steyn interpreta a una Ahsoka més jove.[5]
- Natasha Liu Bordizzo com a Sabine Wren: una jove guerrera mandaloriana i artista de grafits que va abandonar l'Acadèmia Imperial amb coneixements experts en armes i explosius. Bordizzo va veure Rebels per preparar-se per al seu paper.
- Eman Esfandi com Ezra Bridger: un antic estafador que va ser acollit per Kanan Jarrus per ser entrenat com a Jedi.
- Mary Elizabeth Winstead com a Hera Syndulla: una antiga pilot de la rebel·lió i mare del fill de Kanan.
- Ray Stevenson com a Baylan: un antic jedi que va sobreviure l'Ordre 66.
- Ivanna Sakhnò com Shin Hati: l'aprenent de Baylan.
- David Tennant com a Huyang: un droide d'elaboració de sabres làser que va ser utilitzat pels Jedi durant les Guerres Clon. Tennant repren el paper de la sèrie animada Star Wars: The Clone Wars.
- Diana Lee Inosanto com a Morgan Elsbeth: una supervivent de les bruixes de Dathomir que busca a Thrawn.
- Lars Mikkelsen com el Gran Almirall Thrawn: Un oficial superior d'alt rang de Chiss de l'Imperi Galàctic conegut per la seua astúcia tàctica que abans havia estat portat a l'hiperespai per Ezra i els Purrgil. Mikkelsen anteriorment va donar veu al personatge en forma animada a Rebels.
- Hayden Christensen com Anakin Skywalker: l'antic mentor Jedi d'Ahsoka que va caure al costat fosc i es va convertir en un Sith conegut com Darth Vader.
- Genevieve O'Reilly com a Mon Mothma.

Altres actors convidats són Mark Rolston com el capità Hayle, el capità del vaixell presoner en què estava transportada Elsbeth; Clancy Brown com Ryder Azadi, el governador de Lothal, repetint el seu paper de veu de Rebels; Vinny Thomas com a Jai Kell, un senador de Lothal que va aparéixer anteriorment a Rebels amb la veu de Dante Basco; Paul Darnell com a l'Inquisitor Marrok; Peter Jacobson com Myn Weaver, un espia de l'Imperi Galàctic que treballa en una drassana corelliana; i Dave Filoni torna a fer la veu de C1-10P "Chopper", el droide astromecànic d'Hera.

## Guió
La sèrie de televisió comença després de les aparicions d'Ahsoka a The Mandalorian i The Book of Boba Fett en les que es mostra que està buscant al Gran Almiranll Thrawn. Després de la caiguda de l'imperi, seguirem el camí d'Ahsoka en la cerca i caça de l'almirall Thrawn (com a personatge que fa connexió entre l'imperi galàctic de la trilogia original i la Primera Ordre de les seqüeles) amb l'esperança també de trobar al jove jedi Ezra Bridger que va desaparèixer amb Thrawn a l'últim episodi de Rebels. La Nova República en poder de la galàxia s'exposa a l'amenaça directa que suposa el retorn de Thrawn i Ahsoka Tano com a antiga padawan d'Anakin Skywalker intenta investigar-ho.
Dave Filoni i Jon Favreau van consultar amb l'autor de la trilogia de Thrawn, Timothy Zahn per assegurar-se de fer una «bona representació del personatge dels llibres a la pantalla. La serie comença inicialment amb Ahsoka sent una "rodamón" amb Filoni assenyalant que s'havia anat fora del seu paper com a Jedi i s'havia mostrat escèptica respecte a les organitzacions de poder mentre Filoni afirmava que «ella recorre un camí que s'havia extingit fa molt de temps». Filoni també va reconèixer que algunes de les audiències ja estaven familiaritzades amb Ahsoka mentres que altres no, sentint que ella era un «pont interessant entre el que havia vingut abans i el que és realment possible». La sèrie se centra en el tema dels mestres i els padawans, però en particular la dinàmica entre Sabine Wren amb Ahsoka.:2–3